# Комитет общественных связей города Москвы
Комите́т обще́ственных свя́зей и молодежной политики го́рода Москвы́ – орган исполнительной власти города Москвы, взаимодействующий с негосударственными некоммерческими организациями и общественными объединениями, в том числе с организациями, занимающимися благотворительной и добровольческой деятельностью. Комитет подчиняется заместителю мэра Москвы, руководителю аппарата мэра и правительства Москвы.

## Деятельность
Комитет общественных связей города Москвы:
- Взаимодействует с организациями, занимающимися благотворительностью[1].
- Занимается организацией социального партнерства.
- Формирует и развивает системы социального партнёрства в сфере социально-трудовых отношений.
- Обеспечивает взаимодействия мэра и правительства Москвы с общественными организациями.
- Содействует развитию социальной рекламы социально-ориентированного информационного пространства.
- Обеспечивает организацию общественного контроля и экспертизы проектов городских программ.
- Оказывает содействие ветеранским объединениям[2].

## Структура
- Отдел по взаимодействию с институтами гражданского общества
- Отдел социально-трудовых отношений
- Отдел по взаимодействию с объединениями ветеранов
- Отдел по организационно-экономическому обеспечению социально-значимых проектов и благотворительной деятельности
- Отдел бухгалтерского учета и контрактной службы
- ГБУ города Москвы «Ресурсный центр по развитию и поддержке волонтёрского движения «Мосволонтёр»
- ГДУ города Москвы "Московский дом общественных организаций" (сеть коворкинг-центров)

## Проекты
- Общественная палата города Москвы
- Конкурс заявок для социально-ориентированные НКО на получение субсидий из бюджета города Москвы - ежегодный конкурс субсидий[3]. Проводится с 2016 года. Ставит целью выявление и поддержку лучших проектов социально-ориентированных некоммерческих организаций, направленных на развитие социальной сферы города и улучшение качества жизни горожан. В 2019 году на конкурс было подано 670 заявок[4]. 234 проекта получили финансирование от государства на общую сумму 400 миллиона рублей[5].
- Общественный патронат - организуется с 2009 года Комитетом общественных связей города Москвы. Цель проекта - общественный патронат над братскими воинскими захоронениями и индивидуальными захоронениями защитников Отечества. В рамках проекта москвичи принимают участие в чистке надгробий, памятников, уборке и благоустройстве территорий, прилегающих к объектам[6].
- Городская межведомственная комиссия по наименованию территориальных единиц - создана в 2011 году. Ставит своей целью развитие единого подхода к присвоению названий территориальным единицам, улицам и станциям метрополитена Москвы[7]
- Постоянная межведомственная комиссия Правительства Москвы по восстановлению прав реабилитированных жертв политических репрессий - занимается содействием в восстановлении прав реабилитированных жертв политических репрессий и работой по увековечению их памяти. Создана в 2016 году.
- Городской конкурс профессионального мастерства "Московские мастера" - ежегодный конкурс профессионального мастерства. Проводится с 1998 года. Цель конкурса - повышение престижа высококвалифицированного труда, привлечение московской молодежи для обучения и трудоустройства. За время проведения конкурса с 1998 года в нем приняли участие более 1 млн московских специалистов. Победителями и призерами конкурса стали более 2000 профессионалов[8].

## Московский дом общественных организаций
ГБУ города Москвы «Московский дом общественных организаций», называющийся также «Ресурсный центр Комитета общественных связей города Москвы» (До 2014 года – ГБУ «Дом общественных организаций (Центр по связям с общественными объединениями)») создан в 2000 году. Цель - оказание всесторонней поддержки социально-ориентированным некоммерческим организациям Москвы. Отделения Ресурсного центра НКО работают в 11 административных округах Москвы. Ресурсный центр НКО консультирует некоммерческие организации по юридическим вопросам, обучает сотрудников и волонтеров на мастер-классах и семинарах в рамках образовательной программы «НКО Лаб», предоставляет помещения для работы сотрудников НКО, оказывает информационную поддержку и помощь в освещении ключевых событий социально ориентированных НКО на портале «Душевная Москва».

### Проекты Ресурсного центра
- Портал «Душевная Москва» - интернет-портал публикующий новости и анонсы некоммерческого сектора Москвы. Запущен в 2017 году.
- НКО Лаб - цикл обучающих семинаров и мастер-классов для сотрудников некоммерческих организаций[10].
- Коворкинг «Добрая артель» – разнопрофильная мастерская, на базе которой некоммерческие организации проводят свои занятия.